# Dendrobium tangerinum
Dendrobium tangerinum là một loài thực vật có hoa trong họ Lan. Loài này được P.J.Cribb mô tả khoa học đầu tiên năm 1980.

## Hình ảnh

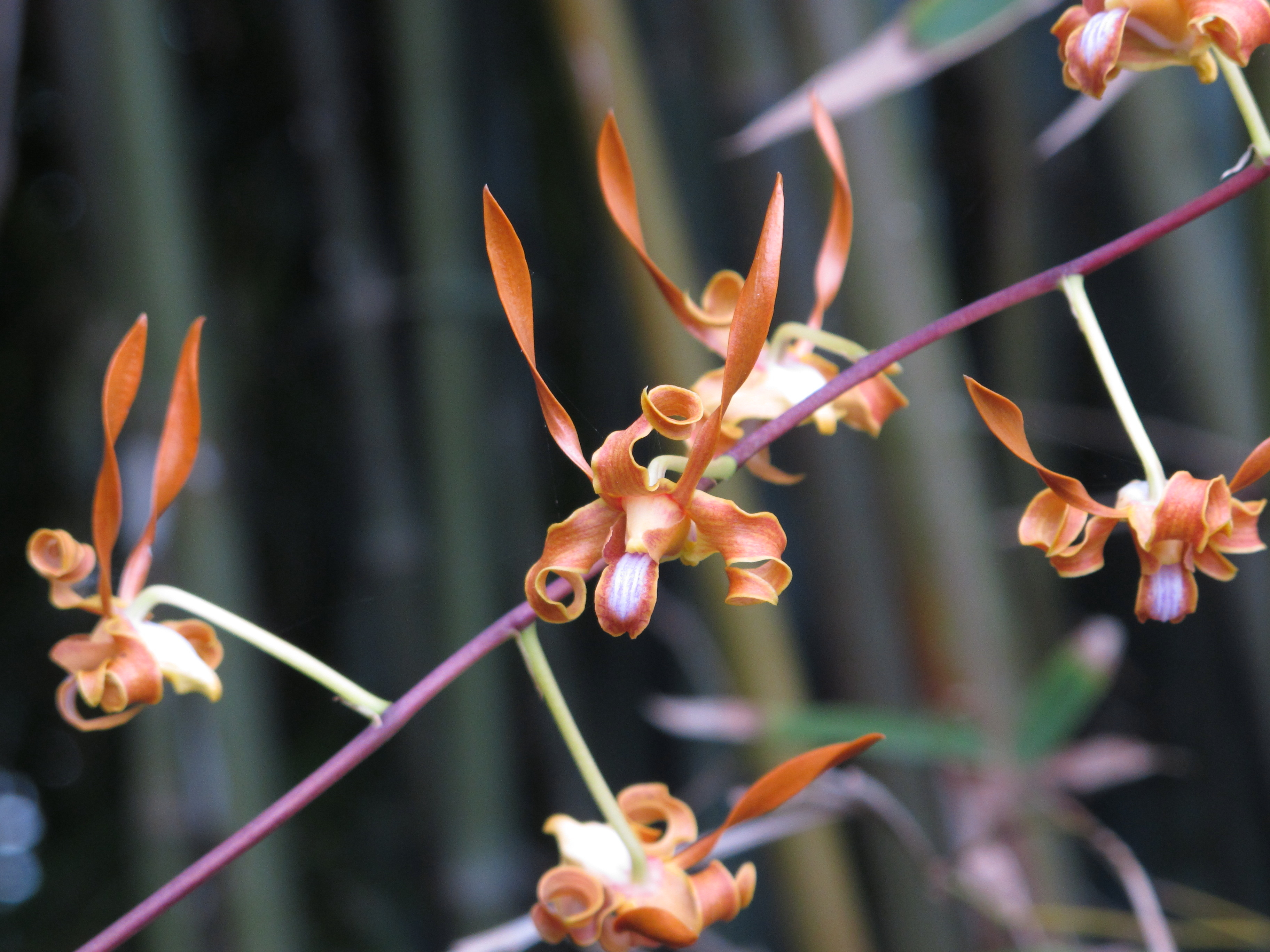
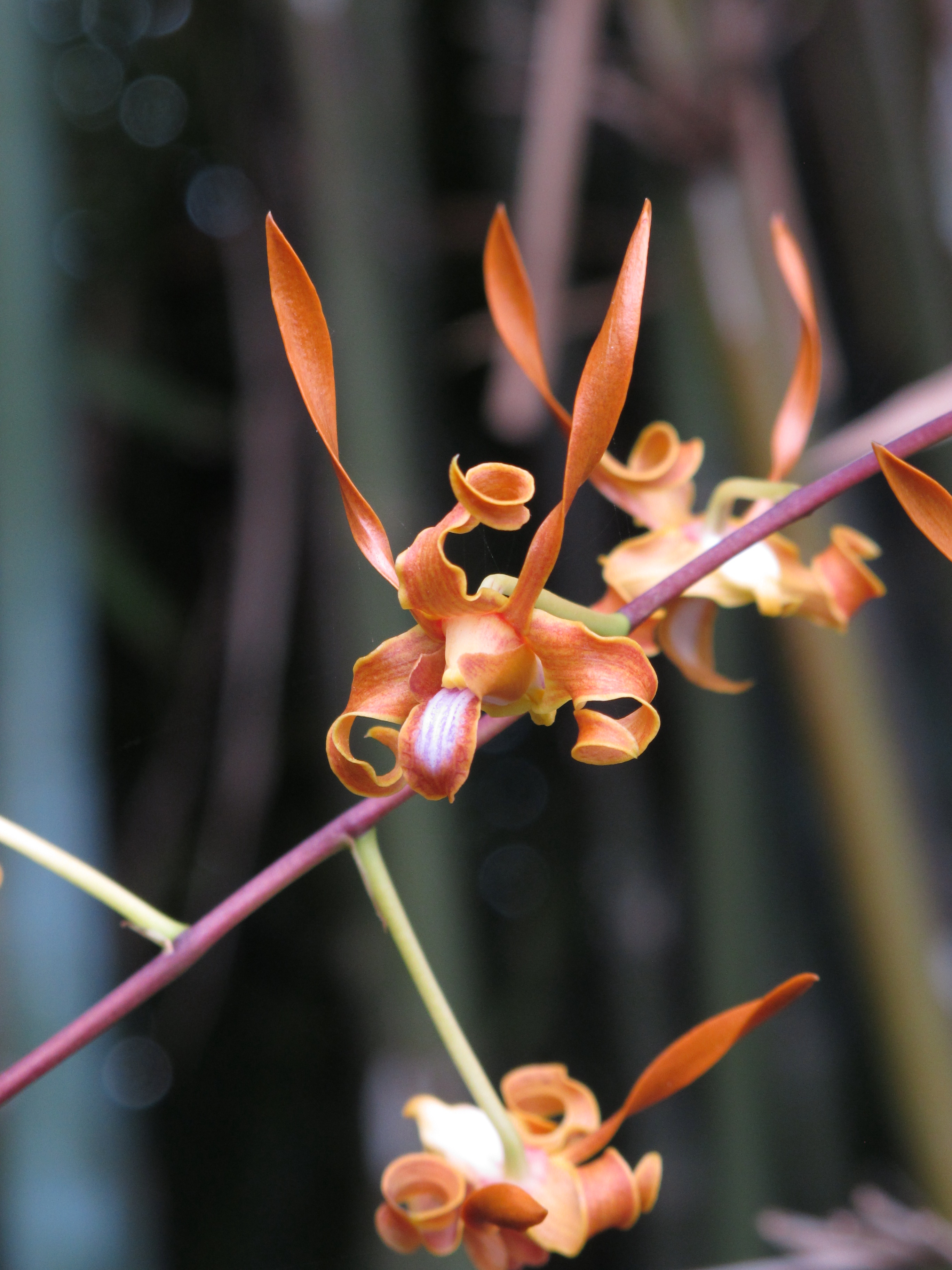
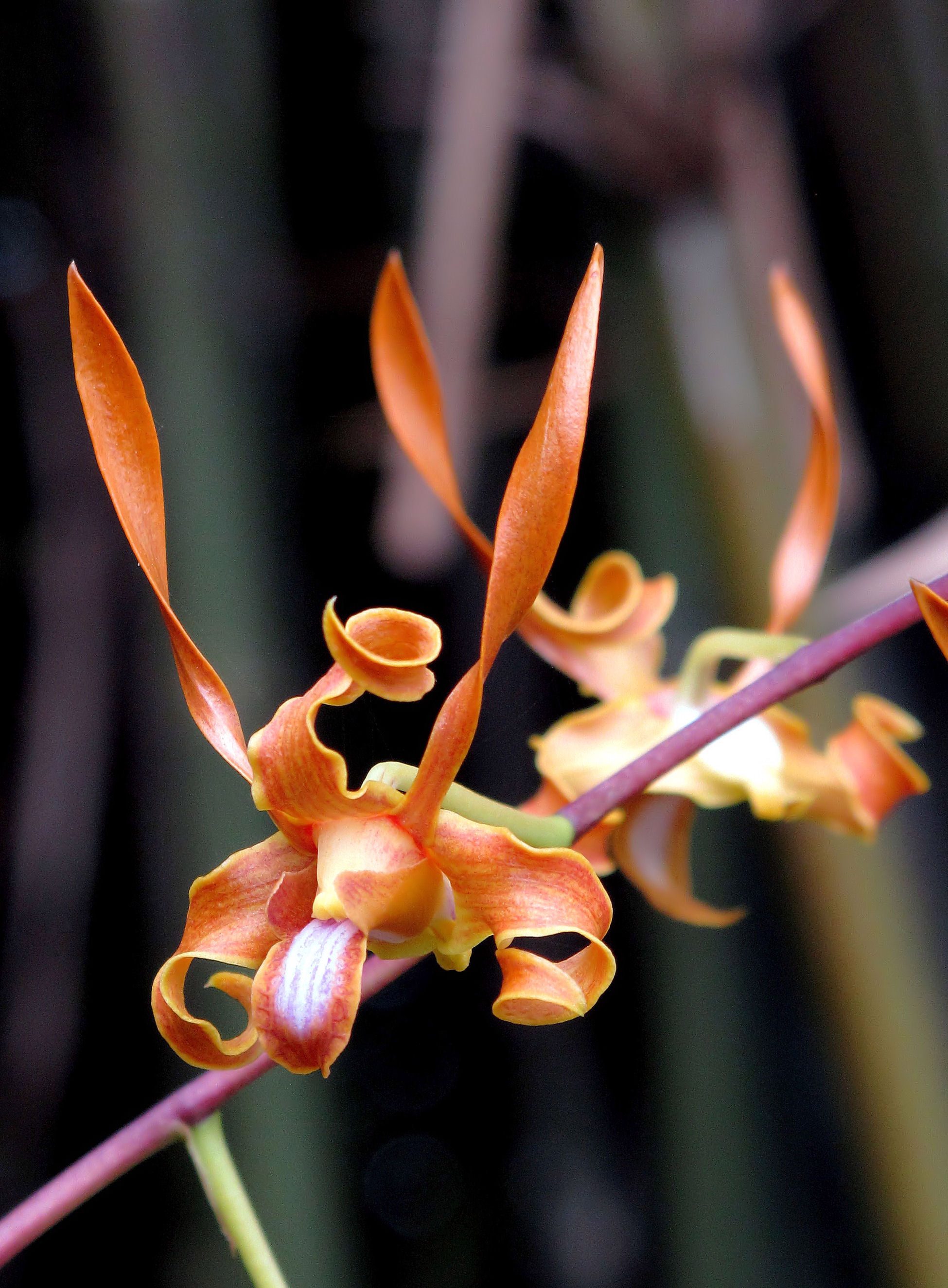
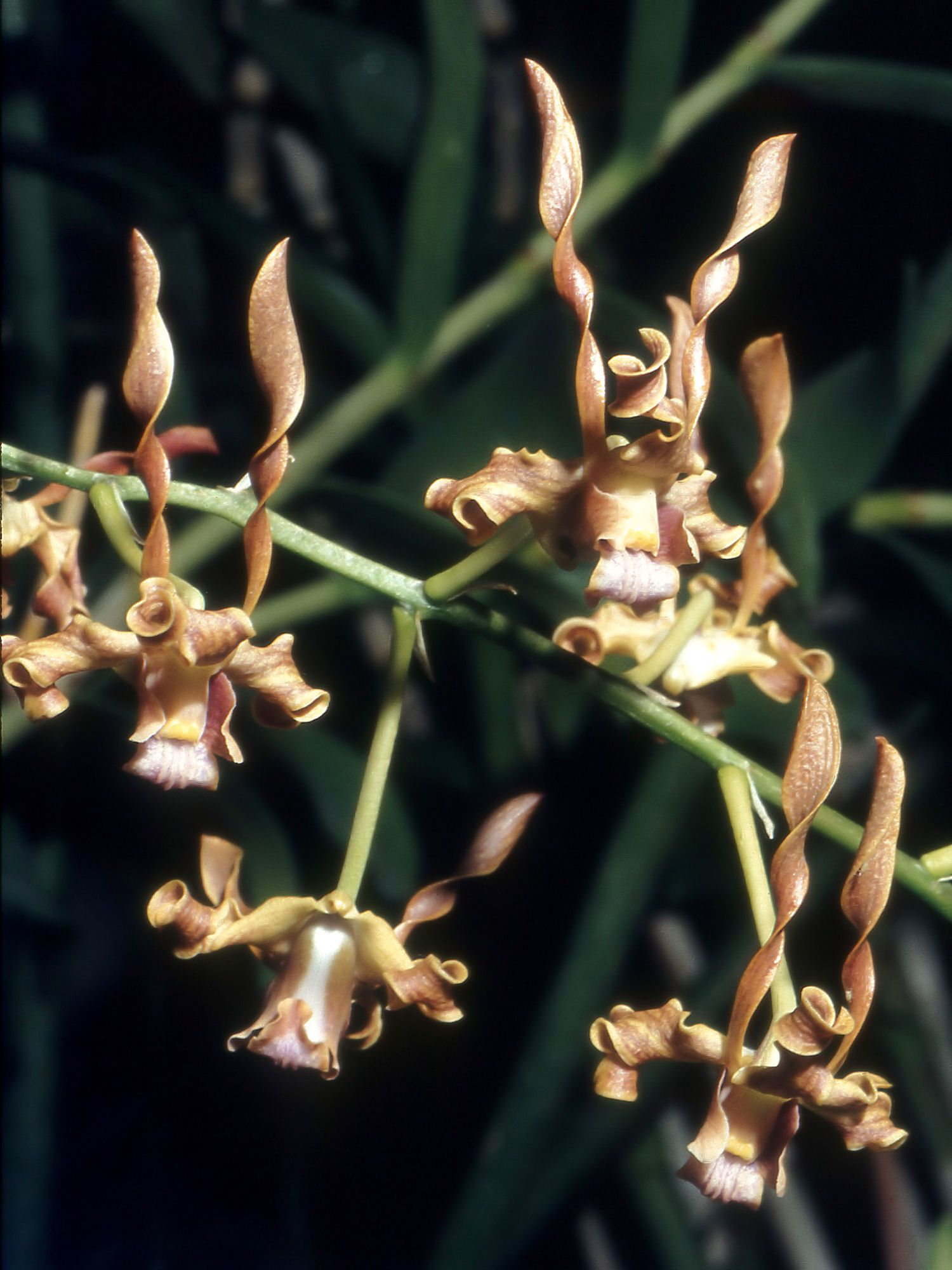